# Districtul Gyomaendrőd
Gyomaendrőd (în maghiară Gyomaendrődi járás) este un district în județul Békés, Ungaria.
Districtul are o suprafață de 686,21 km2 și o populație de 23.980 locuitori (2013).